# Kostel archandělů Michaela a Gabriela (Șurdești)
Kostel archandělů Michaela a Gabriela je řeckokatolický dřevěný kostel v rumunské obci Șurdești, asi 60 km jihovýchodně od Satu Mare. S celkovou výškou věže 72 metrů je nejvyšším dřevěným kostelem na světě. Byl postaven v roce 1721. Spolu s dalšími sedmi kostely v oblasti Maramureš je zapsán na seznamu světového dědictví UNESCO.